# Pelosia perlella
Pelosia perlella är en fjärilsart som beskrevs av Fabricius 1787. Pelosia perlella ingår i släktet Pelosia och familjen björnspinnare. Inga underarter finns listade i Catalogue of Life.